# Administración apostólica de Kirguistán
La administración apostólica de Kirguistán (en latín: Administratio Apostolica Kyrgyzstaniana y en ruso: Апостольская администратура Кыргызстана) es una circunscripción eclesiástica de la Iglesia católica en Kirguistán. Se trata de una administración apostólica latina, inmediatamente sujeta a la Santa Sede. Desde el 29 de agosto de 2017 su administrador apostólico es el presbítero Anthony James Corcoran, de la Compañía de Jesús.

## Territorio y organización
La administración apostólica tiene 199 951 km² y extiende su jurisdicción sobre los fieles católicos de rito latino residentes en todo el territorio de Kirguistán.
La sede de la administración apostólica se encuentra en la ciudad de Biskek (llamada Frunze entre 1926 y 1991), en donde se halla la Procatedral de San Miguel Arcángel.
En 2022 en la administración apostólica existían 3 parroquias con 20 capillas adjuntas:
- San Miguel Arcángel, en Biskek;
- Santa Teresa de Calcuta, en Jalal-Abad;
- San Nicolás, en Talas.

## Historia
El cristianismo llegó a Kirguistán a principios de la Edad Media, con la llegada de los nestorianos. En los siglos XIII y XIV durante las conquistas mongolas los misioneros católicos y los emisarios de los papas a los kanes llegaron a Asia Central. En los siglos XIV y XV llegaron misioneros franciscanos.
La primera comunidad católica en lo que hoy es Kirguistán comenzó a formarse a finales del siglo XIX y estaba formada por colonos alemanes en Talas y polacos, principalmente exiliados. En las décadas de 1930 y 1940 decenas de miles de católicos fueron deportados a Kirguistán por el líder soviético José Stalin. 
En la Unión Soviética hasta mediados de la década de 1950 la vida religiosa de los católicos en Kirguistán era clandestina. La situación cambió en la década de 1960 cuando Michael Keller, exprisionero del gulag, el último sacerdote vivo de la diócesis de Tiráspol, logró oficialmente en 1969 registrar la parroquia de San Miguel Arcángel en la capital de esta república soviética. A finales de la década de 1980 los jesuitas se hicieron cargo de la misión.
Después del colapso de la Unión Soviética en 1991 y la declaración de independencia de Kirguistán el 31 de agosto de 1991, comenzó el período del éxodo total de la Iglesia católica desde la clandestinidad. En 1991 la parroquia de Frunze fue puesta bajo la autoridad de la administración apostólica de Karagandá de los latinos (hoy diócesis de Karagandá). 
La misión sui iuris de Kirguistán fue erigida el 22 de diciembre de 1997 separando territorio de la administración apostólica de Kazajistán de los latinos.
El 18 de marzo de 2006 la misión sui iuris fue elevada a administración apostólica mediante la bula In Kyrgyzstania spiritali del papa Benedicto XVI.
En julio de 2017 fue cerrada la iglesia parroquial de San Nicolás en Talas debido al hostigamiento de la comunidad local por parte de agentes de la Agencia Nacional de Seguridad. Posteriormente, los servicios se llevan a cabo en el orden habitual.

## Estadísticas
Según el Anuario Pontificio 2023 la administración apostólica tenía a fines de 2022 un total de 613 fieles bautizados.
| Año                                                                             | Población            | Población | Población      | Sacerdotes | Sacerdotes    | Sacerdotes    | Bautizados por sacerdote | Diáconos permanentes | Religiosos | Religiosos | Parroquias |
| Año                                                                             | Bautizados católicos | Total     | % de católicos | Total      | Clero secular | Clero regular | Bautizados por sacerdote | Diáconos permanentes | Varones    | Mujeres    | Parroquias |
| ------------------------------------------------------------------------------- | -------------------- | --------- | -------------- | ---------- | ------------- | ------------- | ------------------------ | -------------------- | ---------- | ---------- | ---------- |
| 1999                                                                            | 268                  | 4 892 000 | 0.0            | 3          |               | 3             | 89                       |                      | 3          | 2          | 3          |
| 2000                                                                            | 260                  | 4 500 000 | 0.0            | 3          |               | 3             | 86                       |                      | 3          | 3          | 1          |
| 2001                                                                            | 300                  | 4 500 000 | 0.0            | 3          |               | 3             | 100                      |                      | 3          | 4          | 7          |
| 2002                                                                            | 300                  | 4 892 000 | 0.0            | 4          | 1             | 3             | 75                       |                      | 3          | 4          | 11         |
| 2004                                                                            | 500                  | 4 822 900 | 0.0            | 6          | 2             | 4             | 83                       |                      | 5          | 5          | 16         |
| 2005                                                                            | 500                  | 4 822 900 | 0.0            | 6          | 2             | 4             | 83                       |                      | 6          | 5          | 16         |
| 2007                                                                            | 500                  | 4 800 000 | 0.0            | 8          | 2             | 6             | 62                       |                      | 7          | 6          | 3          |
| 2010                                                                            | 500                  | 4 800 000 | 0.0            | 5          | 1             | 4             | 100                      |                      | 6          | 4          | 3          |
| 2014                                                                            | 500                  | 5 394 000 | 0.0            | 5          | 1             | 4             | 100                      |                      | 5          | 5          | 3          |
| 2017                                                                            | 500                  | 5 626 800 | 0.0            | 6          |               | 6             | 83                       |                      | 6          | 5          | 3          |
| 2020                                                                            | 600                  | 6 007 600 | 0.0            | 7          | 1             | 6             | 85                       |                      | 7          | 5          | 3          |
| 2022                                                                            | 613                  | 6 592 000 | 0.0            | 8          | 1             | 7             | 76                       |                      | 8          | 5          | 3          |
| Fuente: Catholic-Hierarchy, que a su vez toma los datos del Anuario Pontificio. |                      |           |                |            |               |               |                          |                      |            |            |            |

## Episcopologio
- P. Aleksandr Kan, S.I. (22 de diciembre de 1997-18 de marzo de 2006 renunció)
- Nikolaus Messmer, S.I. † (18 de marzo de 2006-18 de julio de 2016 falleció)[nota 1]
  - P. Janez Mihelčič, S.I. (31 de julio de 2016-29 de agosto de 2017)[nota 2]
- P. Anthony James Corcoran, S.J., desde el 29 de agosto de 2017